# Hanako (ryba)
Hanako (okolo r. 1751 – 7. července 1977) byla šarlatově zbarvenou samicí koi kapra vlastněnou několika lidmi, posledním majitelem byl dr. Komei Košihara. Jméno Hanako v japonštině znamená výraz „květinová dívka“.
Hanako měla údajně dosáhnout věku 226 let. Její věk byl určen odebráním dvou šupin a jejich rozsáhlým průzkumem v roce 1966. V této době Hanako vážila 7,5 kilogramů a byla dlouhá 70 centimetrů. Po dokončení analýzy bylo oznámeno, že rybě je kolem 215 let. Je (k dnešnímu datu) koi kaprem s nejvyšším zaznamenaným věkem při úmrtí.
Uvádí se, že průměrný jedinec druhu koi mimo Japonsko dosáhne věku 15 let, průměrná délka života druhu koi v Japonsku je 40 let.